# Cerro Miriñaque
Cerro Miriñaque – wzgórze o wysokości 282 m n.p.m. w paśmie Cuchilla de Haedo w północnym Urugwaju, w departamencie Rivera. Położone jest około 5 km na północ od miejscowości Santa Fernadina i około 3 km na wschód od drogi krajowej Ruta 5. Stanowi część formacji płaskowzgórzy o nazwie Tres Cerros de Cuñapirú.